# Jan van der Noot
Pour les autres membres de la famille, voir Famille van der Noot.
Jon[c]ker (gentilhomme, seigneur) Jan Baptista van der Noot (connu en Angleterre sous le nom de John van der Noodt ), né en 1536-1537 ou 1539 à Brecht dans la ferme seigneuriale de Pulle et mort entre 1595 et 1601 à Anvers, est un poète qui écrivait en néerlandais et en français.  Sa devise (latine) était Tempera te tempori (« Il faut s'accommoder au temps »).

## Biographie

### 1536/37-1579

#### Enfance – éducation – débuts
Pendant plusieurs siècles, les ancêtres de Van der Noot furent tenus en grande estime en Brabant, où ils remplissaient les plus hautes fonctions.  Van der Noot était issu d'une vieille lignée noble originaire de Bruxelles, où elle fit partie des Lignages, et établie à Anvers du fait du mariage de son grand-père Cornelis van der Noot avec l'anversoise Catharina Draeck, fille de Waelraven (Waleran) Draeck et Gertrude van de Werve.  Avant de devenir schout (bailli) à Brecht, où il habitait la ferme seigneuriale de Pulle, son père, le chevalier Adriaen Van der Noot, décédé le 6 septembre 1554, avait exercé le mandat d'échevin à plusieurs reprises, il était seigneur d'Ossendrecht, et l'époux de Vrouwe Josyne Daems, décédée le 12 octobre 1557. Leur pierre tombale était située en l'église Saint-Jacques d'Anvers devant le chœur de Sainte-Anne.
Jan van der Noot reçut une éducation polyvalente et soignée, et, quoi qu'on en puisse dire, pour le moins très artistique : il pratiqua la musique, développa l'amour de la peinture et apprit à écrire en latin et à bien se débrouiller en italien et en espagnol, alors qu'en langue française, il s'exprimait presque aussi bien qu'en néerlandais, sa langue maternelle.  Dès l'enfance, Jan van der Noot se sentit attiré par la poésie.  Après la mort de son père, survenue en 1558, il s'installa à Anvers, ville dont il devint poorter, ou bourgeois, le 2 juin 1558.
De 1558 date son Ode aen den Heere Casper van der Noot, Heere van Carloo, un proche parent qui avait combattu à la bataille de Gravelines et qui avait été tué près du Manpad en 1573.  Par la répartition entre strophes, antistrophes et épodes, ce poème témoigne de l'influence de Ronsard.  Un autre poème de la même année se rapporte à la paix conclue entre l'Espagne et la France.
De 1562 à 1563 et de 1565 à 1566, Van der Noot remplit le mandat d'échevin de la ville d'Anvers,.
Ayant embrassé la Réforme protestante et étant devenu membre du consistoire, il prit part à l'insurrection calviniste à Anvers en mars 1567 et, à l'arrivée du duc d'Albe, dut s'exiler, comme cent mille autres personnes, laissant derrière lui sa femme, originaire de Louvain, pour voyager à travers l'Europe onze ans durant.  Sur une liste de suspects ou proscrits, probablement établie par le Conseil privé de la Régente, le nom de Van der Noot apparaît avec le commentaire : « quy prétendoit de estre Marggrave ».  En effet, les calvinistes l'avaient voulu voir nommé margrave d'Anvers.  
En 1568, comme des milliers de réfugiés originaires des Pays-Bas, il s'installa à Londres.
Jan van der Noot avait épousé Joe Cecilia Beyvliets.

#### Angleterre
Het theatre oft toon-neel de Van der Noot, publié en 1568, est illustré de vingt gravures allégoriques ; le peintre d'origine gantoise Lucas d'Heere étant l'auteur d'une ode en guise d'introduction à cet ouvrage, certains auteurs les lui ont attribuées,.  L'ouvrage comprend des épigrammes d'après six stances sur la mort de Laure de Pétrarque et des sonnets d'après le Songe de Du Bellay qu'accompagne un manifeste calviniste en prose, par lesquels Van der Noot chante la vanité du monde et la constance de l'amour de Dieu.  Cet ouvrage sera adapté en français encore la même année et donc précédant l'adaptation anglaise, publiée en 1569, qu'en avait faite Edmund Spenser, un jeune poète dont Van der Noot avait sans doute fait la connaissance.  Sur cette version anglaise suivit, en 1572, une en allemand, intitulée Theatrum das ist Schawplatz, cependant sans les passages anticatholiques.  Alors que la version originale, en néerlandais, du Theatre est dédiée à Rogier Martens, lord-maire de Londres, originaire des anciens Pays-Bas, sa traduction sera dédiée, le 25 mai 1569, à la reine Élisabeth d'Angleterre ; le marquis de Northampton avait droit à une ode.
Surtout dans les sonnets et chansons apparaît l'influence de Ronsard.  Onze sonnets sur la dépravation de Rome ont été traduits de Du Bellay, six autres de Pétrarque, à l'aide d'une adaptation de Marot.  Chaque poème est illustré d'une gravure de Marcus Gheraerts.  Quatre sonnets en alexandrins d'après l'Apocalypse, pourvus de commentaires, comptent parmi les œuvres les meilleures et les plus originales de Van der Noot,,.  D'après sa propre déclaration, c'est lui qui introduisit l'alexandrin français dans la littérature néerlandaise.
Selon Tiemen de Vries, qui a fait la critique de la traduction anglaise, il faut voir dans cette œuvre une allusion à la situation des protestants réfugiés.  Dans tous les exemples de la vanité du monde, pris de Pétrarque et de Du Bellay, les protestants persécutés ne lisaient que leur propre misère et leur état de deuil qui, en eux-mêmes, auraient dû les déprimer et les décourager à mort.  La vanité de ce monde que nous endurons n'est pas exceptionnelle : elle est partout.  Mais notre espoir et notre consolation sont ailleurs.  Nos ennemis, l'Antéchrist et l'Église de Rome, qui est sous la direction de l'Antéchrist dans la persécution des martyrs, tomberont comme Babylone la grande ; notre  Seigneur et Sauveur, le Christ, sera victorieux et notre avenir est la vie éternelle dans la ville sainte de Dieu.
De la poésie religieuse, des poèmes d'amour et, d'autres, sur l'amitié ont été rassemblés dans Het Bosken (vers 1568-1570) : un recueil comprenant des psaumes d'après Marot et Dathenus, considéré comme le premier de poésie lyrique de style Renaissance en langue néerlandaise.  Une recherche typographique aurait établi que cet ouvrage serait sorti des presses de deux imprimeurs londoniens, à savoir Henry Bynneman et John Day.  Le titre du recueil est apparemment inspiré du Bocage Royal de Ronsard, de 1560.  Dans ce recueil, Van der Noot est encore tributaire du style des rhétoriciens.
Errant à travers l'Europe, il passa peut-être même par Valence, car un sonnet de Luís Franco, composé dans cette ville et daté 1570, lui est dédié ; le poète, d'origine portugaise, y fait observer que Van der Noot dissimule les inconvénients de son exil, montrant toujours un visage riant et serein (« con un rostro jocundo y muy sereno »)

#### Cologne / Paris

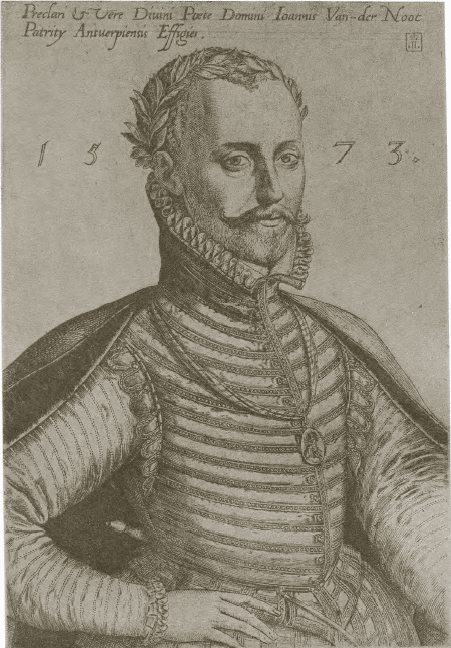
Portrait du seigneur Jan van der Noot ; illustration gravée par Dirck Volkertsz. Coornhert (1522-1590) pour Das Buch Extasis, datée de 1573

En 1571, il se retrouva à Cologne, où Anne d'Egmont, la mère du comte de Horne, soutenait une communauté de calvinistes exilés.
Le recueil Verscheiden Poetixe Wercken de Van der Noot, publié à Cologne, contient également un poème dédié au jésuite Johannes Rethius (Johannes von Reidt).  Les autres personnalités auxquelles Van der Noot dédie les poèmes de ce recueil, appartiennent à un milieu confessionnel mixte, ce qui crée l'image d'un climat de tolérance religieuse.
Nourrissant le projet de doter la littérature néerlandaise d'un grand poème épique à l'instar de la Franciade, il compose Het cort begryp der XII boecken Olympiados, dont la version française est parue sous le titre Abregé  [sic] des douze livres Olympiades ; c'est le récit en plus de 1 000 vers d'une longue quête au terme de laquelle le poète, dont l'idéal est incarné par Olympia, retrouve sa dame au milieu des divinités de l'Olympe et est uni à elle dans le mariage.  L'œuvre, illustrée de dix-sept gravures de la main de Coornhert - graveur et humaniste dont il avait fait la connaissance - fut pourtant d'abord publiée dans son intégralité en Allemagne et en allemand, entre 1573 et 1576, sous le titre Das Buch Extasis (Livre de l'Extase), et ne paraîtra à Anvers, en néerlandais et en français, que sous forme abrégée (1579),.  Olympia est l'idéal auquel il aspirait et qu'il vénérait comme Dante Béatrice et Pétrarque Laure.  Mercure lui montre Olympia (le Ciel) dans son rêve ; il va à sa recherche et la trouve enfin dans des champs séduisants, entourée de dieux et de déesses.  Tout cela en imitation de Dante et de Pétrarque.
En 1578, à Paris, il rencontra Dorat et Ronsard.  C'est là aussi que l'ambassadeur Ogier de Busbecq recommanda Van der Noot auprès de l'archiduc Matthias d'Autriche, gouverneur des Pays-Bas.

### 1579-1601

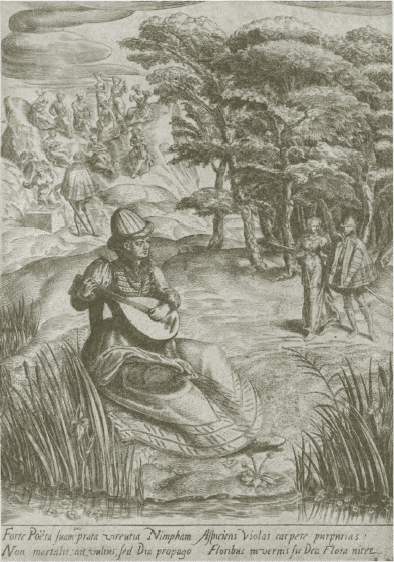
Illustration par Dirck Volkertsz. Coornhert (1522–1590) pour le sonnet Ick sagh mijn Nimphe in 't suetste van het Jaer du seigneur Jan van der Noot, de l'édition de 1579 du Cort begryp der XII boecken Olympiados

#### Jusqu'en 1585: Anvers, ville réformée
En 1579, ruiné, Van der Noot rentra finalement à Anvers, redevenu catholique.  Là, humblement, il écrivit un poème en hommage à Matthias.
Si l'exil et la pauvreté avaient brisé sa conviction, on ne peut pas en dire autant de son orgueil ou, du moins, de ses prétentions.  Comme un vrai poète de la Renaissance, il glorifie son métier.  Il immortalise des personnes haut placées dans ses louanges, principalement recueillies dans les Poeticsche werken, qui paraissent entre 1580 et 1595.  En outre, en 1580, il chanta son Brabant bien-aimé ainsi que la langue brabançonne dans un éloge intitulé Lofsang van Braband / Hymne de Braband ; dans la dédicace de cet ouvrage, adressée aux États de Brabant, il exprime le désir de se hisser au niveau d'Homère, de Virgile et de Pétrarque,,.
Il semble avoir connu des difficultés financières à cette époque, étant donné que, de 1581 à 1592, il adressa des requêtes aux autorités ; ainsi, après s'être adressé au vroedschap de la ville de Hulst, dont il obtint deux livres et cinq shillings pour un ouvrage qu'il avait présenté, le 27 juillet 1581, afin d'être en mesure de créer une nouvelle œuvre poétique à l'instar des Français, il demanda au magistrat d'Anvers 100 florins en prêt pour un mois ; toutefois, il n'en obtint que cinquante qu'il ne remboursera jamais, alors que l'œuvre ne fut jamais achevée.  L'année suivante, le magistrat lui alloua de nouveau une somme, cette fois-ci d'un montant de cent florins destinés à la publication de son Olimpias.  En 1581, se considérant comme injustement méconnu, il menaça de quitter sa patrie pour chanter dans des lieux plus propices la louange des grands hommes d'autres pays.  Après que les calvinistes eurent libéré la ville d'Anvers en 1581, Van der Noot devint leur chantre.
Dans cette période, Van der Noot écrivit un sonnet sur chacun des seize livres du Pegasides Pleyn, datant de 1582 ou 1583, de son contemporain Iehan Baptista Houwaert, ainsi qu'un genre de témoignage par lequel il confirme avoir assisté à la création de cette œuvre de son ami bruxellois, qu'il n'aurait, selon l'avis de certains, jamais surpassé en poésie, bien qu'il employât moins de mots bâtards. 
En 1584, Van der Noot obtint de nouveau une subvention de la ville, vu son état de nécessité.  Il s'agissait de cinquante florins auxquels s'ajoutèrent vingt-cinq autres quelques mois plus tard,.

#### Dès 1585: Anvers, ville catholique
Lorsqu'en 1585, après l'avoir assiégée, le duc de Parme eut pris la ville, Van der Noot fit volte-face ; en décembre de cette année, il reçut même un soutien financier des royalistes pour la publication d'une œuvre favorable à Sa Majesté, Son Altesse et la ville.
À l'occasion de nouveaux événements ou engagements, Van der Noot, s'épuisant à rendre des services en sa qualité de poète attitré de tous ceux prêts à le rémunérer, n'hésitait pas devant le réemploi de ses louanges .
Jan van der Noot mourut après 1595.  Il était encore en vie en cette année.  En 1601, sa femme est signalée comme veuve.

## Notoriété

### Ses contemporains

#### Aux Pays-Bas
Patricien de naissance – ce qui lui vaut d'être passé à la postérité sous le titre de « Jonker » –, il incarne l'esprit de la première Renaissance ; avec Van Hout et Van Mander, il compte parmi les premiers vrais hommes de la Renaissance en littérature néerlandaise.  Grâce à son bilinguisme et à ses liens étroits avec l'Angleterre et l'Allemagne, Van der Noot devint un maillon important de la culture de la Renaissance en Europe occidentale.
Van der Noot a le mérite de représenter la Pléiade aux Pays-Bas, de réussir dans de nouvelles formes poétiques, telles que les sonnets et les odes, et d'exprimer la délicatesse de sentiment.  Le sens aigu de la dignité de la poésie et la puissance et l'influence des poètes comme immortalisateurs, déjà si fortement développés par Ronsard, sont déjà présents à la fin de l'hommage rendu à Casper van der Noot.  Cette haute estime de soi a conduit de nombreux poètes de la Renaissance à se séparer du peuple non initié, le profanum vulgus, et de voir d’« un cœur hautain le vulgaire à mespris »  [sic], comme le formulait Ronsard.  Avec des poètes tels que Ronsard, Du Bellay et Baïf, Van der Noot a en commun son appartenance à la noblesse, ce « eel geslachte vry », ce qui explique plus facilement une pareille attitude envers les démunis et les moins instruits.
Il pratiquait de nouvelles formes, de façon expérimentale, et il le faisait, comparé à la génération précédente, avec moins d'effort apparent et avec une plus grande maîtrise.  L'éviction de l'ancien mètre libre par la versification ïambique stricte était l'expression de l'orientation générale de sa génération vers l'ordre et la discipline dans l'esprit et une célébration de la conscience heureuse d'avoir surpassé les prédécesseurs dans la maîtrise de soi-même et de la vie.  En tant que tel, il s'agissait d'un phénomène européen.
La renommée de Van der Noot ne pénétrait qu'un milieu restreint, composé d'un petit groupe d'admirateurs.  Ses contemporains l'ont vénéré, en grec, en latin, en espagnol, en italien, en français et en néerlandais, et lui ont conféré le titre de prince des poètes néerlandais.  Lucas d'Heere serait le seul poète de renom qui, dans une louange des « visions de Monsieur Van der Noot », fît l'éloge , de cet homme qui avait une si haute opinion de ses propres réalisations.
À Anvers, des compositeurs comme Hubert Waelrant, Gregorius Trehou, Cornelius Verdonck et Andreas Pevernage ont mis en musique ses vers « brabançons » (néerlandais) ainsi que des œuvres en langue française telles que la Louange de la ville d'Anvers, mise en musique par Pevernage,.

#### En Angleterre
La publication de la version anglaise du Theatre, en particulier sa première partie, contenant les vers, est considérée comme un événement dans l'histoire de la littérature anglaise, notamment pour le développement du sonnet et des vers blancs.  Parlant des vers de ce livre, Alexander B. Grosart, qui édita l'œuvre d'Edmund Spenser, constate : « Mais, il s'agit de plus que d'une curiosité littéraire : c'est un fait central de l'histoire de notre littérature nationale et, plus particulièrement, de l'histoire de l'origine et de l'évolution des vers blancs qui étaient prédestinés à se développer rapidement comme un très puissant et merveilleux instrument dans les mains de Marlowe et de Shakespeare, et ensuite de Milton, Cowper et Wordsworth. »  Enfin, en ce qui concerne les illustrations de ce livre, on leur a rendu l'honneur de paraître dans le premier livre d'emblèmes connu imprimé en anglais.
En l'an 1591, Edmund Spenser reprend, parmi les poèmes de ses Complaints, mais sous son propre nom, les vers déjà parus en 1569 dans le Theatre de Van der Noot, dont il est le traducteur présumé.

### La postérité

#### XVIIesiècle
Van der Noot était peu connu au XVIIe siècle.  Sa conversion au catholicisme empêchait que sa renommée se répandît parmi les poètes des Pays-Bas septentrionaux.  Toutefois, sa démarche opportuniste étant, sans doute, oubliée vers cette époque, les auteurs du Nord, notamment ceux autour d'une société littéraire haarlémoise liée à la publication d'un recueil intitulé Nederduytschen Helicon, se souvinrent encore de ce poète vers 1610,.

#### Redécouverte auxXIXe–XXesiècles
Jan Frans Willems fut le premier qui le fit sortir de l'obscurité.  Il fallait pourtant attendre jusqu'à ce que Gerrit Kalff le redécouvrît dans son histoire des lettres néerlandaises du XVIe siècle (Geschiedenis der nederlandsche letterkunde in de 16e eeuw), publiée en 1889 ; bien qu'il ne fût pas suffisamment informé, il traitait de cet auteur plus amplement qu'avait été le cas avant lui et il l'encadra, en tant que précurseur du lyrisme de la Renaissance aux Pays-Bas, des auteurs des Pays-Bas méridionaux de son temps.
Par l'édition des poèmes de Jan van der Noot, en 1895, Verwey contribua considérablement à l'appréciation de ses vers décasyllabiques, dont le rythme ressemble à celui des ïambes des Tachtigers, le mouvement littéraire de la génération des années 1880.
August Vermeylen écrivit sa thèse sur lui en 1899.

## Œuvres
Cette liste ne vise pas à être complète.  Le code de langue indique la langue utilisée dans chaque ouvrage, y compris celle des dédicaces et des liminaires.
- (es + fr + lt + nl) Het bosken, vers 1568 (transcription dans la Bibliothèque numérique des Lettres néerlandaises)
- (fr + it + lt + nl) Het theatre oft toon-neel des Werelts, Anvers, 1568 (traduction anglaise de Spencer publiée en 1569[2],[51])
- (de) Theatrum das ist Schawplatz, 1572 (traduction allemande du Theatre par Balthazar Froe, publiée à Cologne[2],[51])
- (fr + lt + nl) Verscheiden Poetixe Wercken, Godfried II Hirtzhorn, 1572 (Verscheyden poeticsche werken / Divers oevvres poetiques  [sic], édition de 1581 sur Google Livres)
- (de) Das Buch Extasis, entre 1573 et 1576 (adaptation des douze livres Olympiados)
- (nl) Het cort begryp der XII boecken Olympiados, Anvers, 1574[2]
- (lt + nl + fr) Cort begryp der XII. boeken Olympiados / Abregé des dovze livres Olympiades  [sic], Anvers, 1579
- (nl + fr) Lofsang van Braband / Hymne de Braband, Anvers, 1580
- (es + fr + it + lt + nl) De Poëticsche wercken, Anvers, 1580-1594 (De poeticsche vverken / Les oevvres poetiques  [sic], édition de 1593 sur Google Livres, édition de Waterschoot dans la Bibliothèque numérique des Lettres néerlandaises)
- (nl) Verwey, Albert (éd.), Gedichten van Jonker Jan van der Noot, 1895

## Discographie
L'ensemble de musique ancienne Weser Renaissance a enregistré la mise en musique par Pevernage de la Louange de la ville d'Anvers.
- Festive Hanseatic Music, Weser Renaissance, sous la direction de Manfred Cordes, 2001, CPO 999 782

Le Duo Seraphim, interprète de la musique ancienne, a enregistré Ghelyck den dagheraet et Van de ioncheit, deux poèmes néerlandais du recueil Het bosken de Van der Noot, à chanter sur des airs préexistants.
- O Muse, comt nv voort, Duo Seraphim, 2009, Aliud Records, ACD HJ 040-2 (SACD)

## Sources
- (nl) Bonda, Jan Willem.  De meerstemmige Nederlandse liederen van de vijftiende en zestiende eeuw, Hilversum, Verloren, 1996.
- (nl) Bostoen, Karel.  « Jan van der Noot, Verscheiden Poetixe Wercken (Keulen, 1572). Het voorwerk », Tijdschrift voor Nederlandse Taal- en Letterkunde, année 1992, Leyde, E.J. Brill, 1992.
- (nl) Bostoen, Karel.  « Klank en weerklank. Over de samenwerking tussen de componist en de tekstdichter van de Louange de la Ville d'Anvers », De zeventiende eeuw, 24e année, Hilversum, Verloren, 2008.
- (en) De Vries, Tiemen.  Holland's Influence on English Language and Literature, Chicago, C. Grentzebach, 1916.
- (nl) Forster, Leonard.  « Iets over Nederlandse renaissancelyriek vóór Heinsius en Hooft », Tijdschrift voor Nederlandse Taal- en Letterkunde 83, 1967.
- (nl) Frederiks, Johannes Godefridus, et Frans Jozef van den Branden.  Biographisch woordenboek der Noord- en Zuidnederlandsche letterkunde, Amsterdam, L.J. Veen, 1888-1891.
- (nl) Geyl, Pieter.  Geschiedenis van de Nederlandse stam, 3 vol., éd. révisée, Amsterdam/Anvers, Wereldbibliotheek N.V., 1948-1959.
- (fr) « Jan Van der Noot », Larousse.fr, [s. d.], [En ligne].  [www.larousse.fr].
- (nl) Kalff, Gerrit.  Geschiedenis der Nederlandsche letterkunde, 3e vol., Groningue, J.B. Wolters, 1907.
- (nl) Knuvelder, Gerard P.M.  Handboek tot de geschiedenis der Nederlandse letterkunde, 2e vol., Bois-le-Duc, Malmberg, 1971.
- (nl) Ter Laan, Kornelis.  Letterkundig woordenboek voor Noord en Zuid, 2e impr., La Haye/Jakarta, G.B. van Goor Zonen's Uitgeversmaatschappij, 1952.
- (nl) Overdiep, Gerrit S.  Geschiedenis van de letterkunde der Nederlanden, 3e vol., Anvers/Bruxelles-Bois-le-Duc, Standaard Boekhandel/Teulings' Uitgevers-maatschappij, [s. d.], [ 1944 ].
- (en) Pevernage, André, Hoekstra, Gerald R., Livre quatrième des chansons (1591) ; Other chansons, vol 63-64, A-R Éditions, Inc., 1983.
- (nl) Te Winkel, Jan.  De ontwikkelingsgang der Nederlandsche letterkunde III. Geschiedenis der Nederlandsche letterkunde van de Republiek der Vereenigde Nederlanden (1), , 2e impr., Haarlem, Les Héritiers F. Bohn, 1923.
- (nl) Van der Aa, Abraham Jacob, Biographisch woordenboek der Nederlanden, vol. 13, Haarlem, J.J. van Brederode, 1868 (lire en ligne).
- (fr) Van Parys, Henry Charles, François de Cacamp et Johan Baptist Houwaert.  Généalogie des familles inscrites aux Lignages de Bruxelles en 1376 : d'après les travaux de J.B. Houwaert et d'après les sources originales, tome II, Bruxelles, Genealogicum Belgicum, 1971, p. 585 (Généalogies bruxelloises).
- (nl) Vermeylen, August, Verzameld werk, 2e vol. (réd. Herman Teirlinck e.a.), Bruxelles, Uitgeversmaatschappij A. Manteau, 1951.
- (nl) Verwey, Albert, Luide toernooien, Amsterdam, Versluys, 1903.
- (nl) Waterschoot, Werner.  « Aksanten in « Het Bosken » », Tijdschrift voor Nederlandse Taal- en Letterkunde 104, 1988.
- (nl) Willems, Jan Frans (réd.).  Belgisch museum voor de Nederduitsche tael- en letterkunde en de geschiedenis des vaderlands, 3e vol., Gand, Maatschappij tot Bevordering der Nederduitsche Taal- en Letterkunde, 1839.
- (nl) Witsen Geysbeek, Pieter Gerardus.  Biographisch anthologisch en critisch woordenboek der Nederduitsche dichters, 3e vol., HAE-IPE, Amsterdam, C.L. Schleijer, 1822.
- (nl) Zaalberg, Carlo Allard, et Sietske S. Hoogerhuis.  « Noot, Jan Baptista van der », De Nederlandse en Vlaamse auteurs van middeleeuwen tot heden met inbegrip van de Friese auteurs] (réd. Gerrit Jan van Bork et Pieter Jozias Verkruijsse), Weesp, De Haan, 1985.